# Rudolf von dem Hagen
Rudolf von dem Hagen (* 1. November 1849 in Duderstadt; † 3. Juni 1934 in Berlin-Wilmersdorf) war ein deutscher Jurist und Politiker.

## Leben
Rudolf von dem Hagen entstammte dem eichsfeldischen Uradelsgeschlecht Hagen. Sein Vater war Ludwig von dem Hagen (1801–1877), ein in Hannover tätiger Amtsrichter. Nach dem Besuch des Gymnasiums in Hildesheim studierte Rudolf von dem Hagen von 1868 bis 1873 Rechtswissenschaften in Bonn, München und Göttingen. Als Freiwilliger nahm er 1870/1871 am Deutsch-Französischen Krieg teil und schied im Rang eines Leutnants der Landwehr aus der Armee aus.
Nachdem er zunächst als Rechtsanwalt und Senator in seinem Geburtsort Duderstadt gearbeitet hatte, war er von 1883 bis 1888 Amtsrichter auf Sylt und anschließend bis 1895 Amtsrichter in Emden. Von 1895 bis 1904 amtierte er als Landgerichtsrat in Hannover. Danach hatte er die gleiche Position in Berlin inne. Er trug den Titel eines Geheimen Justizrats.
Für den Wahlbezirk Osnabrück 1 (Meppen, Aschendorf, Hümmling) war er von 1893 bis 1918 als Mitglied der Deutschen Zentrumspartei Abgeordneter im Preußischen Abgeordnetenhaus. Von 1902 bis 1918 war er Schriftführer des Abgeordnetenhauses.
Rudolf von dem Hagen war seit 1885 mit Helene Richard verheiratet und hatte sechs Kinder. Er lebte zuletzt in Berlin-Wilmersdorf, wo er 1934 starb.